# 湘南海岸公園 (藤沢市)
湘南海岸公園（しょうなんかいがんこうえん）は、神奈川県藤沢市南部、片瀬・鵠沼両地区の相模湾に面する海岸部に位置する県立公園である。間近に江の島を望み、西方には富士山を中心に、右に丹沢、左に箱根・伊豆半島の山々が連なる。
平塚市、大磯町にも同名の公園がある。

## 概要
公園の設置者は神奈川県。指定管理者制度に基づき、株式会社湘南なぎさパークが指定管理者として管理運営を行っている。小田急江ノ島線鵠沼海岸駅から徒歩10分、片瀬江ノ島駅から徒歩5分、もしくは江ノ島電鉄湘南海岸公園駅から徒歩10分のところにあり、境川と引地川、国道134号線にはさまれた区域である。主な施設として新江ノ島水族館とサーフビレッジがある。
西端には1935年、滞在中にこの地で水死した中華民国の作曲家、聶耳（中華人民共和国国歌『義勇軍進行曲』の作曲者）の記念碑がある。
- 名称:神奈川県立湘南海岸公園
- 種別:広域公園
- 所在地:神奈川県藤沢市片瀬海岸2丁目・3丁目から鵠沼海岸1丁目・2丁目の国道134号以南、階段防潮堤以北。境川以西、引地川以東の県有地
- 面積:13.3ha（当初は17.4ha。一次完成時は18.1ha）
- 標高:平均約7m（1989年から1991年にかけて、防潮のために3m台だった基盤をかさ上げ）
- 指定管理者:㈱湘南なぎさパーク
- 海洋総合文化ゾーン（公園東部）
  - 新江ノ島水族館（建設・運営および所有権:江ノ島PFI㈱/事業費用:江ノ島PFI㈱建設費の一部は県）
  - なぎさの体験学習館（建設・運営:江ノ島PFI㈱/所有権および事業費用:神奈川県）
- ビーチスポーツレクリエーションゾーン（公園西部）
  - サーフビレッジ（指定管理者:㈱湘南なぎさパーク）

## 歴史

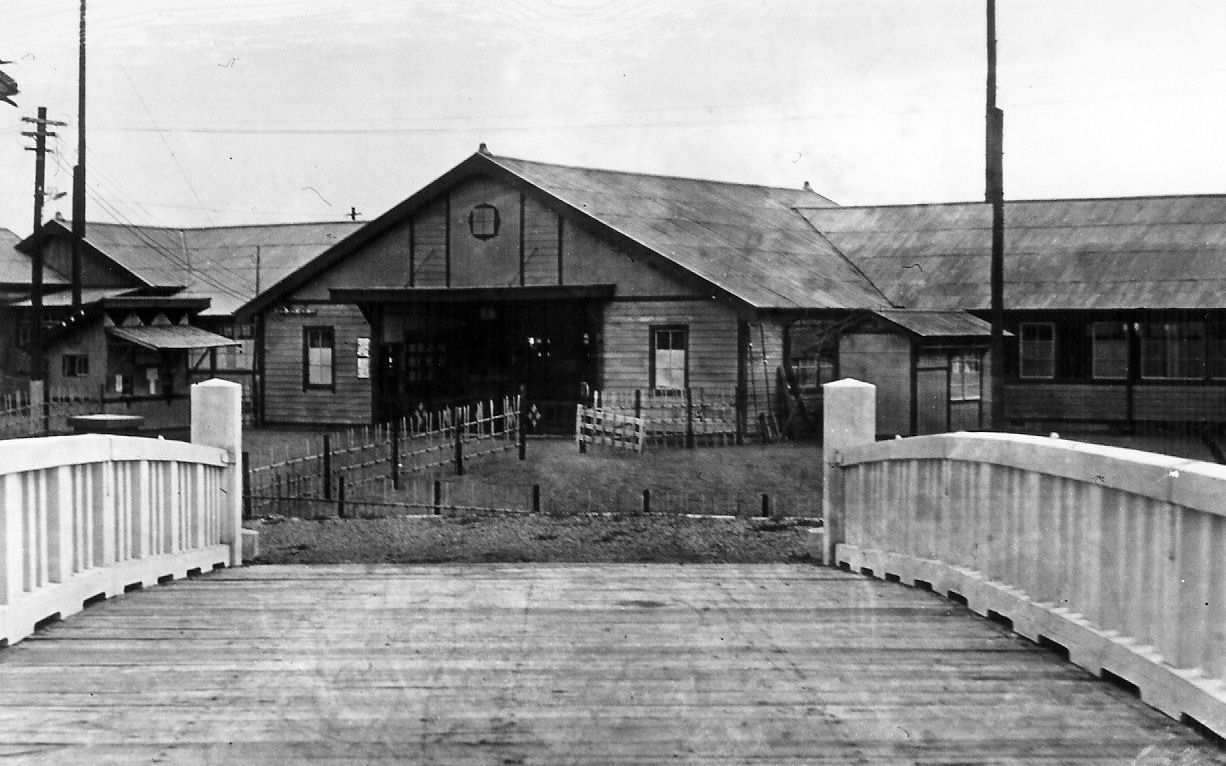
引地川片帆橋と鉄道省海の家

### 鉄道省海の家、湘南遊歩道から鵠沼プール開設へ
- 関東大震災の復興も進んだ1928年、湘南海岸一帯に神奈川県の御大典記念事業として「魚附砂防林」のクロマツの植林が始められた。その翌年1929年に神奈川県知事に就任した山県治郎は、湘南海岸一帯の国際観光地化を目論んだ（この年は小田急江ノ島線が開通した年でもある）。
- これが戦後の湘南海岸公園に続く神奈川県主導による湘南海岸観光地開発の始まりであり、その中心をなしたのが「湘南海岸公園道路」通称「湘南遊歩道路」と呼ばれる神奈川県道片瀬大磯線の敷設である。1930年に企画され、翌1931年に着工されたこの道路は、2車線のコンクリート舗装の幅広い自動車道の両側に「逍遙道」という歩道が砂防林の中に続き、鵠沼・片瀬間には「乗馬道」も設けられるという画期的な観光道路であった。
- 一方、藤沢町も鉄道省に働きかけて、1931年に鵠沼海岸に恒久的な「海の家」を開設させ、各交通機関も直通列車や納涼電車の運行、鉄道省海の家へのバス路線の新設など、海水浴客への足の便をはかった。
- 1935年、「湘南海岸公園道路」は相模川架橋を残して開通した（全通は翌年）が、その頃、都市計画神奈川地方委員会の「湘南海岸公園計画地域」答申を受けて、神奈川県都市計画課は、藤沢都市計画公園(鵠沼・辻堂・片瀬合計54.45ha)設計案を作成した。
- 1936年、藤沢町会は、1940年に予定されていた東京オリンピックに備えて、県知事に鵠沼海岸プール設置要望の意見書を提出し、県会は鵠沼プール建設のための「風景地開発費」予算案を無修正可決し、翌年には着工した。
- 県営鵠沼プール完成直前に起こった日中戦争は泥沼化し、日本は東京オリンピックを返上せざるを得なかった。所期の目的を失ったプールは県から藤沢町に譲渡され、「町営鵠沼プール」となった。
- 1939年、鵠沼海岸の名旅館「東屋」が廃業。それでも1940年藤沢が市制を施行した頃までは海水浴場の賑わいは残っていたが、太平洋戦争に突入すると、鵠沼海岸での海水浴は警察の許可を得た市民に限られるという時代になる。
- 戦争が激化すると、砂防林のクロマツは松根油試作の原料と称して根こそぎになったり、燃料用に盗伐されたりして失われていった。このため、「湘南海岸公園道路」は砂に埋もれ、自動車の通行は困難になったし、戦後続いた大型台風の際には、高潮が自動車道路を洗うことさえあった。

### 県立湘南海岸公園の建設

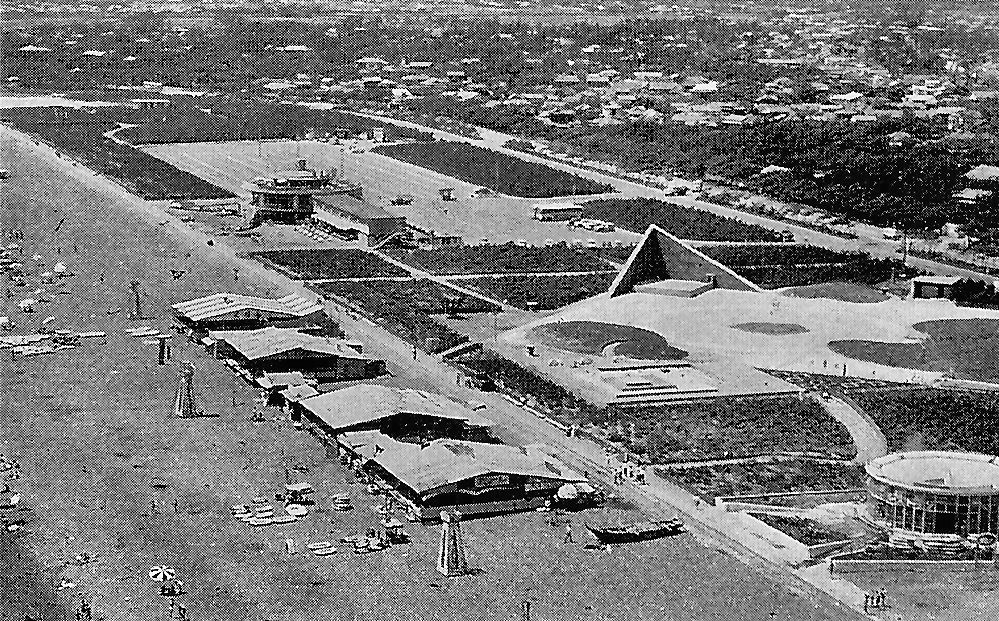
完成した湘南海岸公園（1960年）

- 敗戦の翌年、県の湘南砂防事務所が鵠沼で再開され、砂防林の復旧に取り組んだ。
- 1947年4月1日、鎌倉郡片瀬町が藤沢市に編入合併する。これにより藤沢市は、片瀬・江の島を抱えた観光都市に発展することになると共に、片瀬・鵠沼地区を一体化した観光開発が図られる基盤ができた。
- 1953年、県道横須賀大磯線（湘南遊歩道路。横須賀市-大磯町）は、2級国道134号に昇格した。
- 1954年7月1日、日活資本の江の島水族館が開館し、5月には神奈川県が湘南海岸公園を都市計画事業に決定して、戦後における湘南海岸公園開発が本格化する。
- 神奈川県は湘南海岸砂防事務所を1955年に公園整備事業を加えた「湘南海岸整備事務所」に発展させて、1957年11月に特許事業方式（民間施設活用）の県立湘南海岸公園計画を告示した。
- 告示以前から水族館は国道を隔てた海側に江ノ島水族館マリンランド（1957年5月3日）、児童海水プール（1957年6月16日）、そのプールを改修した江の島海獣動物園（1964年5月25日）を開設、一方、鉄道会社による江ノ電駐車センター、東急レストハウス、小田急ビーチハウス（いずれも1956年）、江の島へるすせんたー（1957年）、小田急シーサイドパレス（1958年）などが特許事業として続々と建てられ、斬新なデザインを競い合った。
- かくして、県による「太陽の広場」建設を最後に、1960年7月13日、境川から引地川の間に18.1haの県立湘南海岸公園が完成するのである。
- それに先立ち、江ノ島鎌倉観光は、1958年12月1日に西方（にしかた）駅を湘南海岸公園駅に改称した。
- 1961年7月8日、公園内に観光センターが開館、同年7月21日には引地川河口右岸の旧藤沢市営プールの経営を引き継いで全面的に改良し、「小田急鵠沼プールガーデン」が開場する[2]。以後この施設は数回の模様替えを加えながら存続したが、2000年に営業を終了し、翌年から「鵠沼海浜公園スケートパーク」となった。この場所は1961年に設置された藤沢市の鵠沼海浜公園であり、神奈川県の湘南海岸公園からは外れる。
- 戦前、片瀬の海水浴場は東浜（江の島海水浴場営業組合）に限られ、西浜は地曳き網の漁場であったが、戦後は西浜にも海水浴場が進展し、片瀬が藤沢市に合併したこともあり、1956年、片瀬西浜・鵠沼海水浴場を統合した「江の島海水浴場協同組合」が創立された。
- 同海水浴場の警備員たちは、1961年から赤十字救急法救急員の資格を取得したライフセーバーが監視・救助活動を始め、1963年に「湘南ライフガードクラブ」(現在名「西浜サーフライフセービングクラブ」)として組織化、日本初のライフガード組織として先進地のオーストラリアやハワイからノウハウを学び、活動するようになった。
- 湘南海岸公園建設期までは、自動車を砂浜に乗り入れることも可能であった。朝鮮戦争が山場を越すと、神奈川県北部の米軍施設からジープを乗り付けた米兵が、バーベキューやサーフィンを楽しむ姿が見られるようになった。彼らをまねて木製サーフボードを自作する地元の少年もいた。1961年7月、湘南学園生の佐賀亜光と松田章が、厚木基地の海軍パイロットで中尉のトム、星条旗新聞の記者で海洋学者のガース・A・ジェーンズ、全米トランポリンチャンピオンのフィル・ドリップスらから技術を学んでロングボードを操るようになり、これが日本におけるサーファーの最初だといわれる。1962年、彼らの中から佐賀兄弟を中心とするメンバーは日本初のサーファークラブ「サーフィングシャークス」を組織した。彼らはほぼ同時期に活動を始めた千葉県鴨川のサーファーなどに声をかけて競技会を開き、これが1965年全国組織日本サーフィン連盟（NSA）に発展するのである。
- 1950年代には石原慎太郎の芥川賞小説太陽の季節が映画化されて太陽族を生み、1960年代の加山雄三の若大将シリーズや加瀬邦彦率いるザ・ワイルドワンズ、1970年代にかけてはブレッド&バター、尾崎紀世彦、さらに桑田佳祐率いるサザンオールスターズ、1980年代のテミヤンといった湘南育ちの若者たちが生み出す「湘南サウンド」は、全国の青年から圧倒的な支持を受けた。
- 1959年3月5日、藤沢市と米国フロリダ州マイアミビーチ市との姉妹都市提携案が議決され、藤沢市は「東洋のマイアミビーチ」として売り出すことになる。
- 1960年5月、東急レストハウスを会場に第1回輸入車ショウ（当時の名称は「外車ショー」）が開催され、折からの高度経済成長期に伴う「マイカーブーム」は、首都圏から手頃な距離を持つ日帰りドライブ先として湘南海岸を選ばせた。1964年の東京オリンピックのヨット競技会場に江の島が選ばれ、自動車橋「江の島大橋」（神奈川県道305号江の島線）建設により、島内へ自動車で渡れるようになったことも魅力を加えることになった。
- 湘南海岸公園完成以来、1964年の東京オリンピックを挟んで数年間が年間来客数が500万人を超す観光客数のピークの時代で、「日本一の海水浴場」の名をほしいままにした。
- 砂防林の植栽も公園整備の一環として進められたが、1965年には相次ぐ台風と異常乾燥による潮風、飛砂の害が加わり、松が枯れ始め、砂防林が荒廃、国道より海側はほぼ全滅の状態になった。
- これに追い打ちをかけるように、1969年には湘南海岸で大腸菌騒動が起こり、観光客数は100万人台まで激減した。
- 1969年3月 - 引地川国道134号「鵠沼橋」の下流側に並行して「みどり橋」（自転車橋）が完成。茅ヶ崎市柳島までの湘南海岸・砂浜のみちが全通する。

### 湘南なぎさプランと湘南海岸公園の再整備
- 塩害などによる砂防林の改修に際して、湘南海岸整備事務所は1967年、防風ネット・階段型防潮堤・クロマツとトベラなどの常緑広葉樹の混植・砂草等の対策工法を樹立した。この工法による砂防林造成は、翌年から国家の第3次治山事業5ヶ年計画に組み込まれ、国庫補助を受けて全面復旧が着手された。これはさらに1972年からの第4次治山事業5ヶ年計画に引き継がれた。
- 1978年の大規模地震対策特別措置法に基づく東海地震発生の予測から、相模湾岸の津波の波高が7m以上と計算された。
同年9月、小田急ビーチハウス閉鎖。
- 1979年、台風20号による高潮は3.7mを記録し、東急レストハウス内に侵入、国道134号を越えた。
- 1983年、ハワイ生まれのビーチスポーツボディボードが鵠沼から辻堂にかけての海岸で見られるようになった。これは日本における最初だとされる。
- 1985年、神奈川県は「湘南なぎさプラン」を策定し、その中に「湘南海岸公園の再整備」・「国道134号の拡幅整備」「国道134号地下駐車場の整備」「駐車場の整備(西部・中部)」「階段護岸の整備」などを位置づけた。
- 1987年、鵠沼海岸で日本初のビーチバレー公式大会「ビーチバレー・ジャパン」が開催された。さらに1989年、これも日本初のスポーツカイト（スタントカイト）競技会が開かれる。
- 1988年には、湘南なぎさプランに基づく新植栽事業に着手した。さらに1989年から1994年にかけて、湘南海岸公園の諸施設を撤去（1991：小田急シーサイドパレス、1994：えのしまへるすせんたーなど）し、3m台だった基盤の高さを7mにかさ上げして、防潮堤の役割を持たせ、大型駐車場の設置、国道134号の改良工事など、湘南海岸公園再整備が進められた。
- 1990年、神奈川県は海と人との共生をテーマに相模湾沿岸全域でイベント「相模湾アーバンリゾート・フェスティバル1990（SURF'90）」を開いた。これは、湘南海岸公園にとって再整備スタートの行事と位置づけられる。
- 1991年6月、明治大学ラグビー部内で行われていたローカルルールのゲーム、ビーチ・タッチ・フットボールの最初の公式戦が鵠沼海岸で行われた。これは日本生まれのスポーツだから、世界初の公式戦となる。翌月に平塚で第1回関東大会が開かれ、以来平塚が中心地となり、現在はビーチフットボールと改称され、国際組織もできるほどに発展した。
- 国道134号の拡幅工事は、途中1990年9月の台風20号により引地川の鵠沼橋とみどり橋が崩落し、復旧に1年半を要するなどのハプニングがあったが、1994年には片瀬・鵠沼間が4車線になった。自転車・歩行者専用橋のみどり橋は廃棄された。
- 1994年3月、神奈川県は湘南海岸公園を辻堂海浜公園と共に「かながわの公園50選」に選定した。
- この再整備で最も力を入れたと思われるものに駐車場の整備が挙げられる。西部駐車場・中部バス駐車場・中部駐車場(いずれも1992年完成)、緑陰広場駐車場(1997年)、片瀬海岸地下駐車場(2002年)が次々に開設された。
- 20世紀のうちには、目立つ施設としては1992年、サーフビレッジ・テニスコートが完成したのみで、ちびっこ広場(若干の遊具あり)、水の広場(子どもの水遊びができる)、芝生広場、ボードウォーク(海風のテラス)、多目的広場、クラゲ広場といった大小の広場が散在し、防砂柵で囲まれた砂防林がそれらの間を仕切っている。
- 砂浜との境には全長2kmに及ぶ階段状の防潮堤が続き、その上部は「海岸通路」という遊歩道になっている。この遊歩道は湘南海岸・砂浜のみちの一部区間となっており、片帆橋、鵠沼橋を経て「湘南海岸のサイクリング道路」に続く。夏の海水浴シーズンには、階段下の砂浜に「海の家」がずらりと並ぶ。
- 1995年、藤沢市によりサーフビレッジ前の砂浜に日本初のビーチバレー常設コートが設けられた。これは、厳密にいえば公園外の施設である。
- 以来、2000年からビーチアルティメット、2001年からザ・ビーチ選手権大会がそれぞれ第1回から毎年サーフビレッジ前の砂浜で開かれ、日本におけるビーチスポーツの拠点として知られるようになってきた。
- そして、2004年4月16日には新江ノ島水族館とそれに附属する「なぎさの体験学習館」がリニューアルオープンして、湘南海岸公園の再整備は一段落した。
- 1970年代以来年間来客数が100万人台だった片瀬西浜・鵠沼海水浴場は、新江ノ島水族館の効果もあってか、2004年以降300万人台に復活し、日本一の来客数を持つ海水浴場に返り咲いた。
- 新江ノ島水族館は、PFI方式で建設・運営がなされているが、他の公園施設の運営は、以前から駐車場の管理を行ってきた株式会社湘南なぎさパークが、2006年4月1日から全面的に指定管理者として指定を受けている。なお、同社は、鵠沼海浜公園のスケートパークや駐車場、江の島湘南港の運営も行っている。
- 2007年12月、ビーチバレー常設コートを利用して日本で初めてのビーチテニス講習会が開かれ、2008年10月26日27日、日本ビーチテニス連盟主催の第1回鵠沼Beach Tennis オープン大会が開催された。
- このように、湘南海岸公園は、「県立」と名乗りながら、実際の運営は民間業者が行う公園である。
- また、その性格は、単なる観光地、市民の憩いの場であるばかりでなく、砂防・防潮といった防災施設であり、文化やスポーツの振興の目的を担う公園でもある。

## サーフビレッジ
- 公園西部を占めるビーチスポーツレクリエーションゾーンの中心施設
- 鉄筋コンクリート扇形の地上2階建て/R型金属屋根/建築面積:1,090.60 m2 /延床面積:1,761.71 m2
- 設置目的:海とのふれあいと理解を深める場、ビーチスポーツやライフセービング活動等の支援活動、一般来園者の利用拠点、公園の管理センター
- 開館時間:8：30 - 17：30(7・8月のみ8：30 - 18：30)
- 休館日:第1・第3月曜日（第1・第3月曜が祝日の場合は、翌日）※7・8月は無休/年末年始（12月29日 - 1月3日）
- 所在地:藤沢市鵠沼海岸1-17-3
- アクセス:小田急江ノ島線鵠沼海岸駅より徒歩10分
- 主な施設
  - 1階:温水シャワー（有料）/コインロッカー（有料）コーナー/カフェテリア「なぎさ」（5月 - 10月営業）/身障者等対応トイレなど
  - 2階:管理事務所/多目的ホール（使用無料）/展示室/飲料・菓子パン自販機など
- 指定管理者:株式会社湘南なぎさパーク
- 周辺施設
  - 北側:円形の水の広場
  - 南側:藤沢市　湘南・鵠沼海岸常設コート　夏期13面／冬期6面 - 8面

## 名数指定など
- 1987年 湘南海岸 新日本観光地百選 読売新聞
- 1987年 湘南海岸 日本の白砂青松100選 日本の松の緑を守る会
- 1989年 湘南海岸のマツ林 かながわの美林50選 神奈川県環境農政部森林課
- 1994年 湘南海岸公園 かながわの公園50選 神奈川県都市整備公園課
- 2005年 県立湘南海岸公園 関東の富士見百景 国土交通省 関東地方整備局

## 湘南海岸公園にある広場
東から
- クラゲ広場　　新江ノ島水族館東側
- うみがめ広場　なぎさの体験学習館南側　ウミガメのプールがある
- 多目的広場　新江ノ島水族館ショースタジアム西側
- 海風のテラス（ボードウォーク）　公園の中央
- 芝生広場　海風のテラス西側
- 水の広場　サーフビレッジ前の円形の広場　中央に噴水
- 潮風の広場　サーフビレッジへの入口にあたる潮風の通り道を抜けたところ
- 緑陰広場　潮風の広場の西側。駐車場がある
- ちびっこ広場　サーフビレッジ西側。遊具が点在
- 聶耳記念広場　公園の西端。聶耳記念碑がある

## 湘南海岸公園にある駐車場
東から
- 片瀬海岸地下駐車場（200台）　入口はなぎさの体験学習館脇
- 中部バス駐車場（普通車のみだと139台、大型車のみは36台）
- 中部駐車場（367台）
- 西部駐車場（715台）　屋上にテニスコート8面がある
- 緑陰広場駐車場（58台）

公園に隣接する駐車場
- - 江ノ電駐車センター（350台）　公園の東隣。片瀬漁港入口
  - 鵠沼海浜公園駐車場（79台）　引地川の対岸。スケートセンターに隣接

## 湘南海岸公園にあるモニュメント
- 砂防林の中にあるもの

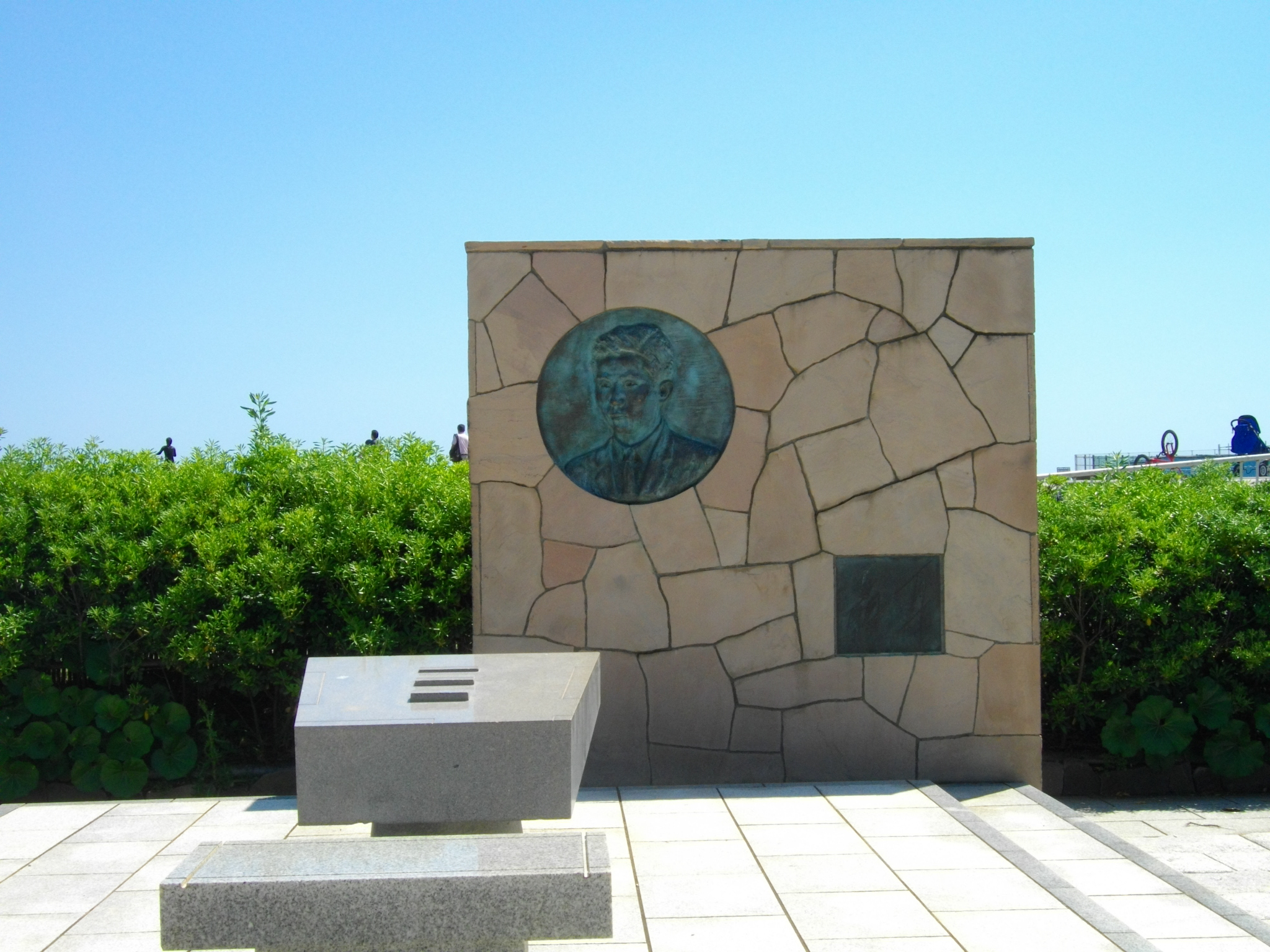
聶耳記念碑

  - 御大典記念魚附砂防林植樹記念碑 1938年 - コンクリート角柱（砂防林の中なので見つけにくい）。
- 聶耳記念広場(公園西端)にあるもの
  - 聶耳記念碑 1954年10月 作：山口文象 - 「耳」の字をかたどった逆台形の花崗岩碑。1958年9月27日、台風22号（狩野川台風）のため破損→1965年再建→1986年広場整備、移転。
  - 同碑碑文 1954年10月 - 当初は碑文と書ともに秋田雨雀の銅板が設置されたが、盗難で破損→1965年再建の際に秋田雨雀撰、豐道春海書の形で内容の不正確な部分を手直しして作り直された→1986年の広場整備で移転。
  - 「聶耳終焉之地」記念碑 1965年9月18日 - 石碑。揮毫：郭沫若 →1986年広場整備、移転。
  - 聶耳自署とレリーフ 1986年 - 石垣状で広場の背景をなす　彫刻：菅沼五郎。
  - 聶耳記念碑の由来 1986年 - 石碑。碑文：葉山峻市長。
  - 中国語による聶耳記念碑 2010年12月 - 聶耳の生誕地・中国雲南省の大理石製石碑。
- 国道134号に沿うもの
  - 皇太子殿下御成婚記念植樹 1959年4月10日 - 太陽をかたどった円いモザイク。揮毫：内山岩太郎知事。
  - サーフ'90実施記念碑 1990年 - 自然石に縦書き、公園中央入口脇。揮毫：長洲一二知事。
  - 旧鵠沼橋親柱 1992年 - 1932年に架橋された引地川鵠沼橋が1990年9月30日、台風20号の増水で落橋した。掛け替え工事完成時に旧親柱を橋詰広場に設置した。
- サーフビレッジ周辺にあるもの 
  - 平和の像 1965年3月31日 - 鳩を掲げた男性のブロンズ立像。彫刻：難波孫次郎、碑文：金子小一郎市長。当初は公園内の憩いの広場に造立されたが、公園大改修の際サーフビレッジ東方に移設された。
  - 日本ビーチバレー発祥の地記念碑　2006年8月18日 - BEACHを象った5個の石造モニュメント。作：日比野克彦。サーフビレッジ海岸側前庭。

## アクセス

### 公共交通機関
- 見出しの通り

### 自動車
- 平塚方面(逗子方面)から　国道134号を逗子方面(平塚方面)に進む
- 藤沢駅方面から　国道467号を江の島方面に進む

## 湘南海岸公園でロケが行われた映像作品
- 映画「海の上の君は、いつも笑顔。」　2009年　オフィスキタ
- ドラマ「太陽と海の教室」　2008年　フジテレビ
- ドラマ「セクシーボイスアンドロボ」　2007年　日本テレビ放送網
- ドラマ「おいしいごはん 鎌倉・春日井米店」　2007年　テレビ朝日
- ドラマ「マラソン (テレビドラマ)」　2007年　TBS
- ドラマ「たったひとつの恋」　2006年　日本テレビ放送網
- ドラマ「ケータイ刑事 銭形雷2」　2006年　BS-i
- ドラマ「タイヨウのうた」　2006年　TBS
- 情報番組「中居正広の金曜日のスマたちへ」　2005年　TBS
- ドラマ「Mの悲劇」　2005年　TBS
- ドラマ「恋の時間」　2005年　TBS
- 映画「Wiz/Out」　2005年　フォーカス・インフィニティ
- ドラマ「南くんの恋人」　2004年　テレビ朝日
- TVバラエティー「爛漫！モトどる3人娘「江ノ電で行く！鎌倉江の島巡り」」2004年　テレビ東京
- TVバラエティー「F-2 (テレビ番組)」2003年　フジテレビ
- TVバラエティー「めざましテレビコーナー「トロと旅する」」2003年　フジテレビ
- TVバラエティー「ayu ready?」2003年　フジテレビ
- ドラマ「恋文〜私たちが愛した男」2003年　フジテレビ
- ドラマ「アルジャーノンに花束を」2002年　フジテレビ
- 映画「今夜、世界からこの恋が消えても」2022年  東宝